# Щайр
Вижте пояснителната страница за други значения на Щайр.
Щайр (на немски: Steyr) е град в централната част на Австрия. Разположен е в провинция Горна Австрия около мястото на вливането на река Щайр в река Енс. Надморска височина 310 m. Първите сведения за града датират от 6 век. Има жп гара. Промишлен и туристически център. Отстои на около 30 km южно от Линц. Население 38 395 жители към 1 април 2009 г.

## Побратимени градове
- Айзенерц, Австрия
- Витлеем, Палестина
- Кетъринг, Охайо, САЩ
- Плауен, Германия
- Сан Бенедето дел Тронто, Италия